# Натали, Владимир Франкович
Влади́мир Фра́нкович Натали́ (1890—1965) — советский биолог и педагог; профессор (1934), доктор биологических наук (1940), академик АПН РСФСР (1947). Научные труды учёного посвящены экспериментальной генетике пола и окраски у рыб, написал ряд статей для «Детской энциклопедии» (Москва, 1958—1961), был автором вузовских учебников по зоологии, общей биологии и генетике.

## Биография
Родился 29 августа (10 сентября) 1890 года в Харькове в семье скульптора, происходившего из Италии.
В 1912 году окончил Харьковский университет. С 1913 года жил и работал в Москве, занимался научными исследованиями на кафедре экспериментальной биологии Московского городского народного университета им. А. Л. Шанявского под руководством биолога Н. К. Кольцова. В 1919 году Владимир Натали создал и до 1930 года руководил «Биосадом», переименованным позднее в Московскую педагогическую биостанцию.
В 1919—1921 годах преподавал в Тверском педагогическом институте, в 1921—1960 годах — в Московском государственном педагогическом институте им. В. И. Ленина и Московском областном педагогическом институте им. Н. К. Крупской, где вел курсы общей биологии, зоологии беспозвоночных, дарвинизма и генетики.
Жил в Москве на 4-й Тверской-Ямской улице, 12; Садовой-Кудринской улице, 7; при педагогической биостанции и на Новопесчаной улице, 24. Умер 6 ноября 1965 года в Москве.

## Основные труды
- Натали В. Ф. Зоология беспозвоночных: Учебник. — М.: Учпедгиз, 1951. — 536 с.
- Натали В. Ф. Зоология беспозвоночных: Учебник. — 2-е изд., перераб. — М.: Учпедгиз, 1963. — 552 с.
- Натали В. Ф. Основные вопросы генетики / Под ред. В. В. Хвостовой. — М.: Просвещение, 1967. — 208 с.
- Натали В. Ф. Зоология беспозвоночных: Учебник для студентов биологических факультетов пед. ин-тов. — 3-е изд., перераб. и доп. — М.: Просвещение, 1975. — 488, [8] с. — 40 000 экз.